# Holiday / Jumbo

## Közreműködők
- Barry Gibb – ének, gitár
- Robin Gibb – ének, orgona
- Maurice Gibb – ének, basszusgitár, zongora, gitár
- Vince Melouney – gitár
- Colin Petersen – dob
- stúdiózenekar Bill Shepherd vezényletével
- hangmérnök – Mike Claydon, John Pantry, Damon Lyon Shaw

producer: Robert Stigwood, Ossie Byrne, Bee Gees

## A lemez dalai
- Holiday (Barry és Robin Gibb) (1967), mono 2:53, ének: Robin Gibb, Barry Gibb
- Jumbo (Barry, Robin és Maurice Gibb) (1968), mono 2:07, ének: Barry Gibb

## Megjegyzés
A számok az IBC Studio-ban lettek rögzítve mono és stereo változatban.